# Richard Burns Rally
Richard Burns Rally (alternativamente conhecido como RBR) é um jogo de corrida eletrônico produzido pela empresa SCi e desenvolvido pela Warthog Games seguindo as orientações e fazendo uso do nome do piloto da WRC Richard Burns. O jogo foi lançado em 9 de julho de 2004 para Microsoft Windows, PlayStation 2 e Xbox, e em outubro de 2005, para Gizmondo.